# Belartū
Belartū (persiska: بِلَرتو, بلرتو) är en ort i Iran.   Den ligger i provinsen Hamadan, i den nordvästra delen av landet, 300 km sydväst om huvudstaden Teheran. Belartū ligger 1 653 meter över havet och antalet invånare är 434.
Terrängen runt Belartū är kuperad västerut, men österut är den platt.Runt Belartū är det ganska tätbefolkat, med 104 invånare per kvadratkilometer. Närmaste större samhälle är Ţajar-e Sāmen, 18,3 km sydost om Belartū. Trakten runt Belartū består i huvudsak av gräsmarker.